# Бельвес
Бельве́с (фр. Belvès) — коммуна на юго-западе Франции в департаменте Дордонь административного региона Аквитания. Коммуна является центром одноимённого кантона.
Поселение включено в список «Самые красивые деревни Франции».

## География
Коммуна находится в границах исторического края Чёрный Перигор на берегу ручья Ноз, притока Дордони.
В городе имеется железнодорожный вокзал SNCF. Также рядом с Бельвесом проходит департаментская автотрасса 710.

## История

### Возникновение
Историки полагают, что около 250 года до нашей эры в эту местность пришло воинственное кельтское племя белловаков. Они обосновались на скалистом отроге, господствовавшем над долиной реки Ноз, где во время римского завоевания было основано поселение Civitas Bellovacencis.
Значительных археологических находок, относящихся к галло-римской эпохе, не обнаружено. Церковь Сен-Виктор в Сажела была построена на месте галло-римской виллы.
Начиная с 416 года в регион стали прибывать вестготы. После битвы при Вуйе в 507 году в регионе обосновались франки Хлодвига.
Существенный вклад в распространение христианства в регионе и в появление первых приходов между 530 и 570 годами, внёс отшельник святой Авит, живший в лесу Бессед (возле коммуны Сент-Ави-Сеньер).
В 629 году Перигор вместе с Аквитанией стали королевством Хариберта II, младшего брата короля Дагоберта, однако он умер в 632 году.
Начиная с 660 года появились первые герцоги Аквитании, символизируя независимость провинции.
По возвращении из своего испанского похода в 778 году Карл Великий остановился в аббатстве Сарла. В 779 году он нарёк Видбальда первым графом Перигора. Карл Великий назначил в 781 году своего сына Людовика I Благочестивого королём Аквитании.
Бельвес начинает упоминаться в документах с 830 года. За несколько лет до этого срока поблизости был основан монастырь monasterium Belvacense. Этот монастырь разрушили в 848 году либо викинги, либо норманны. Его восстановили к 853 году и снова разрушили, после чего жителям пришлось искать убежище в лесу Бессед, где они строили донжоны на холмах, что наложило отпечаток на рельеф местности.
В 993 году в Аквитании разразилась эпидемия эрготизма, известная как «Антониев огонь», унёсшая свыше 40 000 жизней. По преданию эпидемия успокоилась, когда из церкви вынесли останки святого Марциала. В 1070 году эпидемия повторилась с новой силой в Перигоре и Лимузене. Жители устроили новое паломничество к останками святого Марциала Лиможского и перенесли мощи святого Парду из Помпадура в Лимож. Болезни отступили, однако в 1092 году эпидемия повторилась снова. Опять мощи святого пронесли процессией по региону, и множество церквей перешли под покровительство святого Парду.

### Город архиепископов Бордо
В 1095 году было основано аббатство Фонгофье (фр. abbaye de Fongauffier). Вероятно, в этот период на месте современного Бельвеса был построен каструм, в котором были башня и врата. По преданию, поселение было разделено между семью сеньорами.
Таким образом, укреплённое поселение (каструм) в Бельвесе датируется XI веком.
Религиозное движение катаров прочно обосновалось в регионе и чтобы изгонять их, в регион дважды входили отряды Симона де Монфора и архиепископа Бордо, в 1212 и в 1214 годах. Предположительно, именно в этот период архиепископ Бордо получил свою долю в сеньории.
В 1269 году один из совладельцев сеньории завещал свою долю архиепископу Бордо.
Архиепископы Бордо на протяжении более 500 лет оставались единоличными сеньорами Бельвеса, обладая всей полнотой власти.

### Город между двух королей
После женитьбы в 1152 году будущего короля Англии Генриха II Плантагенета на герцогине Алиеноре Аквитания, начиная с 1154 года, перешла во владение английских королей. С 1242 года в Бельвесе был расквартирован английский гарнизон. Бельвес был снова захвачен королём Франции, но Людовик IX отказался от города. В 1295 году король Филипп Красивый снова занял Бельвес и вскоре покинул его. Эти войны принесли городу множество разрушений.
Согласно положениям Парижского договора, заключенного в 1259 году, южная часть Перигора досталась англичанам.
В 1304 году Перигор посетил Бертран де Го, проехав через Бельвес. Менее чем через год его избрали папой римским под именем Климента V.
В 1319 году в предместьях города основали монастырь доминиканцев. Общину Бельвеса в тот период представляли 4 консула и 8 членов городского правления.
После смерти в 1328 году последнего французского короля из династии капетингов Карла Красивого и прихода к власти его кузена Филиппа Валуа в 1337 году начались события Столетней войны. Английские войска графа Дерби заняли Бельвес в 1345 году.
Эпидемия чумы пришла в регион в 1348 году.
Поражение короля Франции Иоанна II в битве при Пуатье и заключение в 1360 году мира в Бретиньи привели к передаче Перигора под влияние Англии.
Король Англии доверил управление своими землями в Аквитании Чёрному Принцу. Его набеги произвели сильное впечатление, однако обошлись очень дорого. В 1367 году принц созвал Генеральные штаты в Ангулеме и в 1368 году они голосовали за введение налога, с чем не смог согласиться граф д’Арманьяк, который обратился к королю Франции Карлу V. Начались народные волнения, и в 1369 году Бельвес изгнал гарнизон англичан и присоединился к протестам. Брат короля, Людовик I Анжуйский, возглавил французские войска, которые в период с 1369 по 1372 год заняли территории, уступленные по договору Бретиньи.
Безумие короля Карла VI привело к обострению противостояния между герцогом Бургундским, Жаном Бесстрашным, и герцогом Орлеанским, Людовиком. Убийство Людовика Орлеанского людьми герцога Бургундского в 1407 году положило начало гражданской войне. В 1412 году арманьяки заключили соглашение с королём Англии, Генрихом V, уступив ему Перигор. Английский гарнизон расквартировался в Бельвесе в 1409 году. Местные сеньоры, руководствуясь своими интересами и пользуясь общим замешательством, сменили партийную принадлежность.
Дом был захвачен англичанами в 1417 году. Бержерак попал в руки англичан в 1424 году.
Последовавшее возрождение надежд было связано с Жанной д’Арк. 13 декабря 1429 года, уже после миропомазания Карла и атаки на Париж, консулы Перигё заказали мессу в её честь. В 1438 году отвоевали Кастельно и Дом (численность населения Дома сократилась с более чем 1000 человек до сотни). В 1442 году гарнизон Бельвеса после месячной осады сдался войскам, которыми командовал коннетабль герцог Бретонский.
В 1440 году в городе случилась новая эпидемия чумы.
В 1451 году в долине Дордони установился мир, а победа французов в битве при Кастийоне, в 1453 году, стала окончанием Столетней войны. Регион вышел из войны полностью опустошённым. Людское население оставалось только в Бельвесе и Палайраке. Неф церкви Нотр-Дам был разрушен. Восстановительные работы были начаты в 1460-х годах и завершились к 1490 году. В поземельной росписи Бельвеса 1462 года отмечено, что половина домов города находились в руинах.
В 1470 году архиепископ Бордо Артю де Монтобан провел процедуру согласования местных кутюм с жителями и консулами города.
После наступления мира восстановление города произошло очень быстро. Дома восстановили и построили новые. Открыли новый рынок. В Бельвесе открыли школы, где преподавали латынь, греческий язык, грамматику, риторику.

### От религиозных войн до фронды
Именно после окончания Столетней войны в Перигоре наступил период расцвета строительства замков, имений и частных особняков. Однако в Бельвес было немного крупных строек; реконструировали неф церкви Нотр-Дам и построили отель Бонтан.
Участвуя в итальянских войнах, местное дворянство Перигора познакомилось с итальянским ренессансом. Свидетельствами такого знакомства в непосредственной близости от Бельвеса являются шато Банн, построенный после 1510 года и реконструированный замок Бирон.

#### Религиозные войны
Первый этап религиозных войн был спровоцирован резнёй в Васси, устроенной в 1562 году солдатами Франсуа де Гиза.
Поначалу регион не испытывал значительных проблем. Через Перигор проходили армии противостоявших сторон, что приводило к крупным грабежам. 6 октября 1562 года через Бельвес проходила армия, укреплённая испанскими отрядами, возглавляемая Монлюком. Католики переправились через Дордонь возле Сьорака, выйдя навстречу протестантам, которыми командовал Симфорьен де Дюрфор. Сражение между ними произошло 9 февраля возле Вера. Потери протестантов составили более 2000 человек убитыми; выжившие отомстили католикам на следующий день, убив 500 человек.
26 сентября 1569 года, в ходе второй войны, протестанты заняли Бельвес. Засевшие в городской башне солдаты сопротивлялись еще два дня. Протестанты разграбили предместья и монастырь.
В 1572 году события Варфоломеевской ночи привели к обострению столкновений. Множество сеньоров принадлежали к протестантам, тогда как основная часть населения принадлежала к католикам. 21 июня 1574 года Жоффруа де Виван (1543—1592), сеньор Дуасса, убил множество жителей Бельвеса.
В 1575 году гугеноты захватили Бельвес и устроили протестантский храм в часовне замка. После заключения перемирия в 1576 году храм переместили под крышу одного из домовладений.
1 января 1577 года город захватил протестант Франсуа де Сен-Ур, сеньор Ла-Бурли, предательски выдав себя за католика. Когда католики укрылись в церкви Нотр-Дам, её осадил Жоффруа де Виван и его солдаты шли в атаку на церковь, прикрываясь мантелетами. Осаждённые сдались, но после этого всех их уничтожили.
В том же году, по условиям перемирия, город вернулся католикам. Генрих Наваррский проходил через шато Пегаду (фр. château de Pégaudou), расположенное в южной части коммуны, где его торжественно принимал Ане де Коммарк (фр. Anet de Commarque) 13 и 14 июля 1577 года.
Военные действия возобновились в 1580 году. Город заняли отряды католиков, которые противостояли двум осадам, но сами разграбили город.
После убийства короля Генриха III в 1589 году Генрих Наваррский стал королём Франции.
7 марта 1591 года Сарла перешёл на сторону Католической лиги. По распоряжению парламента Бордо резиденция сенешаля была перенесена в Бельвес.
25 июля 1593 года король Генрих IV отрёкся от протестантизма в базилике Сен-Дени, а 27 февраля 1594 года его короновали в Шартрском соборе. Город Сарла снова подчинился королю и сенешаль покинул Бельвес 23 апреля 1594 года.

#### Первая жакерия кроканов
Чтобы перетянуть на свою сторону наиболее влиятельных лидеров Лиги король выплачивал им весьма крупные суммы денег. Но для пополнения королевской казны, истощённой войнами, пришлось существенно повысить налоги. Испытав тяготы и разрушения, вызванные религиозными войнами, крестьяне должны были выплачивать высокие налоги, дополнительно усугублявшие их нищету.
Между селениями и городами стали ходить письма с подобным содержанием: «…мы видим края полностью разрушенные солдатами и разбойниками, а несчастным земледельцам, пускавшим на постой в свои жилища солдат то одной, то другой партии, терпевшими голод, мирившихся с насилием над их дочерями и жёнами, отдавших своих быков, оставивших свои земли без ухода, приходится умирать от голода в тюрьмах, куда их послали за неспособность выплатить большие налоги, идущие на содержание обеих партий». Эти письма были подписаны «Ваши добрые друзья, товарищи и верные слуги».
Чудовищная нищета стала причиной первого крестьянского восстания, которому дали название «Жакерия кроканов».
Первое возмущение случилось 23 апреля 1594 года, когда в лесах собралось примерно 7—8 тысяч крестьян. Король попытался успокоить смуту.
В феврале 1595 года возникла вторая волна бунта, в которой участвовало крестьянство соседних с Бельвесом земель. Замки были разграблены. Сенешаль Перигора обратился к дворянству и те решили сражаться с кроканами. Крупное сражение произошло 26 августа возле Сен-Крепена (сейчас коммуна Сен-Крепен-э-Карлюс). В ходе переговоров на сборище в Сьораке решили распустить отряды, а король в 1596 году пожаловал отсрочку от выплаты налогов. Новая волна возмущений поднялась в августе 1597 года. Жан Тард (1562—1636), хронист и викарий епископа Сарла, писал «После битвы пыл бунтовщиков охладел, они разделились, поразбойничали и вернулись к пахоте».

#### Вторая жакерия кроканов
27 марта 1636 года началась вторая жакерия. Мятежники находились в районе леса Бессед возле Бельвеса с марта по июль 1637 года; их лидером был ткач из Капдро по имени Буффаро. Пьер де Молинье, дворянин из Монпазье, захватил его в плен и 6 августа 1637 года Буффаро колесовали на центральной площади Монпазье. Голову мятежника выставили на рыночной площади в Бельвесе.
Новый мятеж кроканов начался в 1639 году, но был жестоко подавлен 7 июля 1640 года маркизом де Сурдис.

### Город в новое время
В период с 1790 по 1795 год Бельвес был административным центром одноимённого дистрикта.
В годы Второй мировой войны первые облавы на евреев в департаменте Дордонь произошли 26 августа 1942 года в Бельвесе, а затем и в Ле-Бюге и в Брантоме. Всего арестовали 329 человек.
Начиная с 1942 года в лесах Бессед стали собираться первые партизанские отряды (маки).

## Достопримечательности

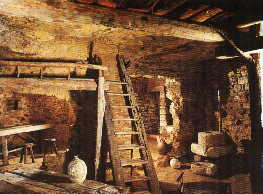
Жилище троглодитов в Бельвесе

- Подземные жилища троглодитов, где деревенское население жило с XIII по XVIII век[2].
- Шато Бельвес, или Отель де Коммарк, XVI век, внесённый в дополнительный список исторических памятников Франции. В 2003 году в замке обнаружили настенные росписи, датированные второй половиной XV века[3].
- Церковь Нотр-Дам, построенная на месте древнего монастыря бенедиктинцев, существовавшего с 830-х годов. Существующая в настоящее время готическая церковь имеет притвор, поддерживающий колокольню XV века. Хоры и боковые часовни датируются XIII веком. В церкви имеется большой орган.
- Очень красивый дом в неоготическом стиле, построенный в 1882 году. В память о прошлых владельцах города хозяин дома приказал высечь гербы и эмблемы епископов.
- Беффруа XI века, с надстроенной в XV веке колокольней.
- Башня Архиепископа, место жительства сеньора Бельвеса Бертрана де Го, который в 1305 году был избран папой римским Климентом V.
- Башня Аудитора является древним донжоном XI века. В XVI веке её покрыли кровлей, чтобы сделать из неё голубятню.
- Наблюдательная башня, построенная в XIII веке.
- Здание рынка было построено в XV веке и затем расширено в XVI веке. В его конструкции использовано 23 опоры. На внешней стороне одного из них можно найти следы прежнего позорного столба, служившего местом наказания провинившихся.
- Дом Консулов XI века, где сейчас расположен офис по туризму.
- Монастырь доминиканцев, где сейчас расположена мэрия Белье. Сохранилась колокольня церкви на площади Croix des Frères.
- Железнодорожный виадук в районе Vaurez, построенный в 1863 году на линии Перигё—Ажен.
- Имение Пеш Году[4] было возведено в начале XII века, и затем реконструировалось с XIV по XIX век. В XVI веке имение принадлежало семье Коммарк, сражавшейся на стороне протестантов. Ане де Коммарк в 1577 году принимал здесь Генриха Наваррского.

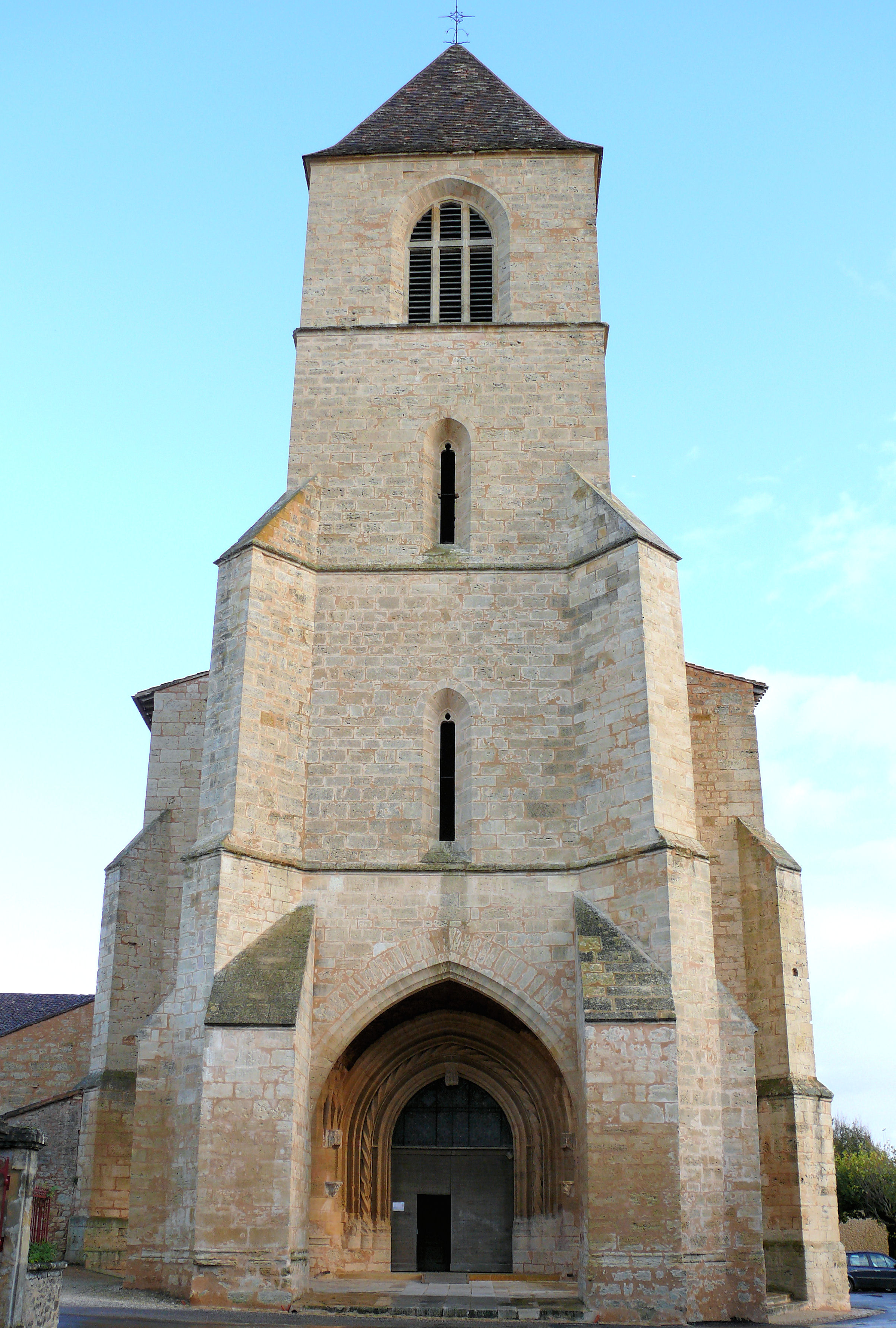
Церковь Нотр-Дам
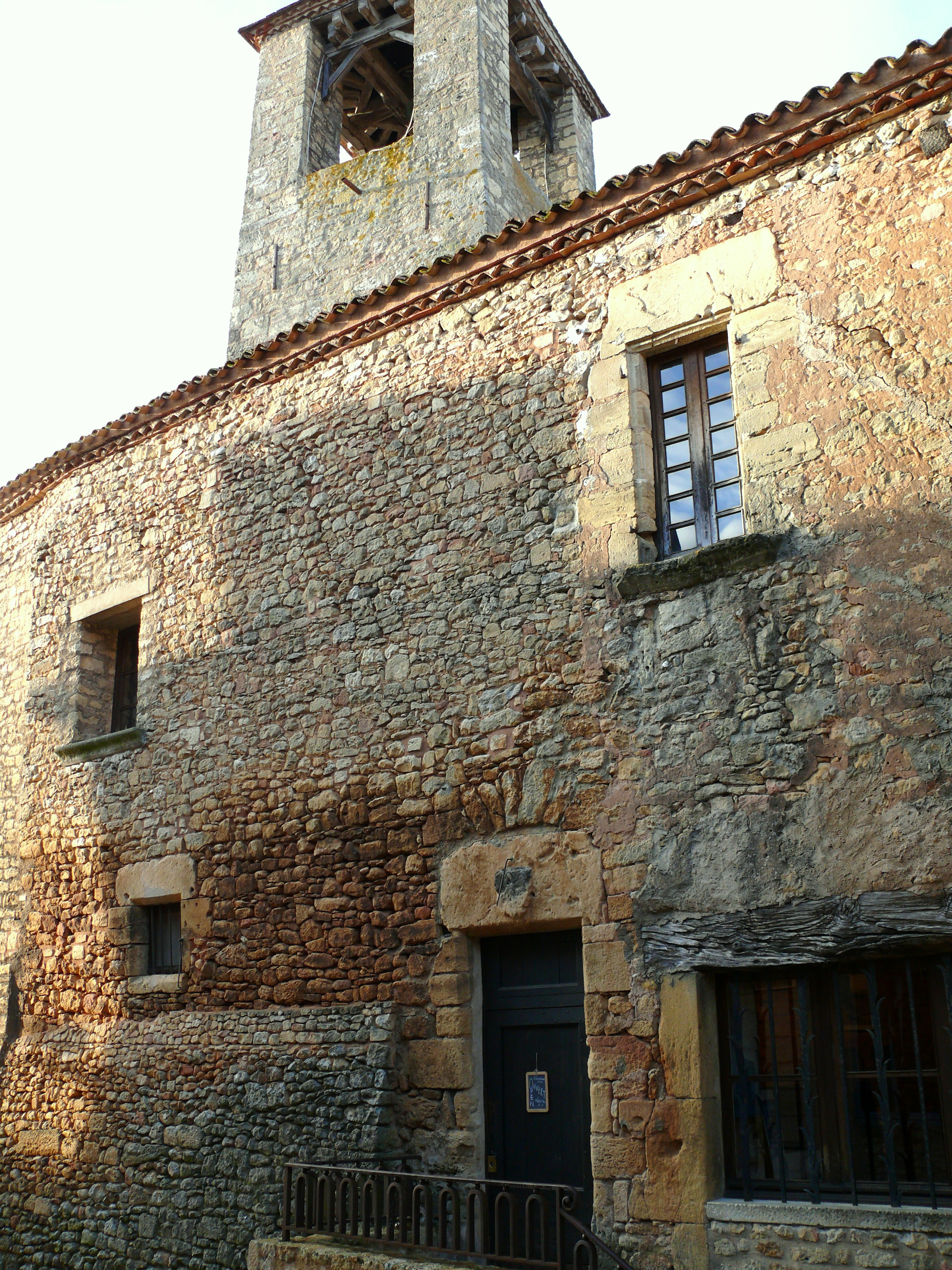
Дом консулов XV—XVI века; сейчас — офис по туризму
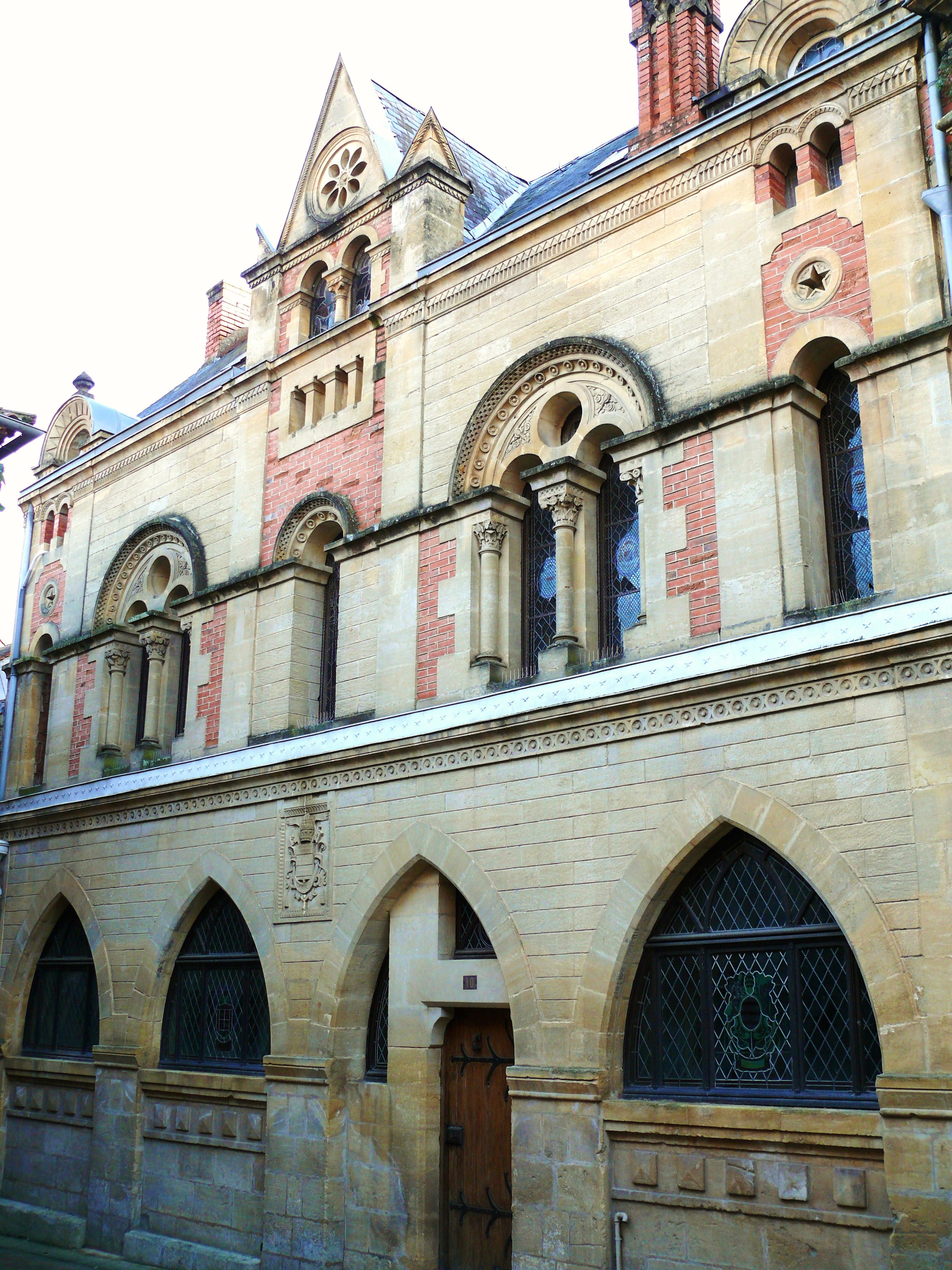
Дом в стиле неоготики (1882 год)
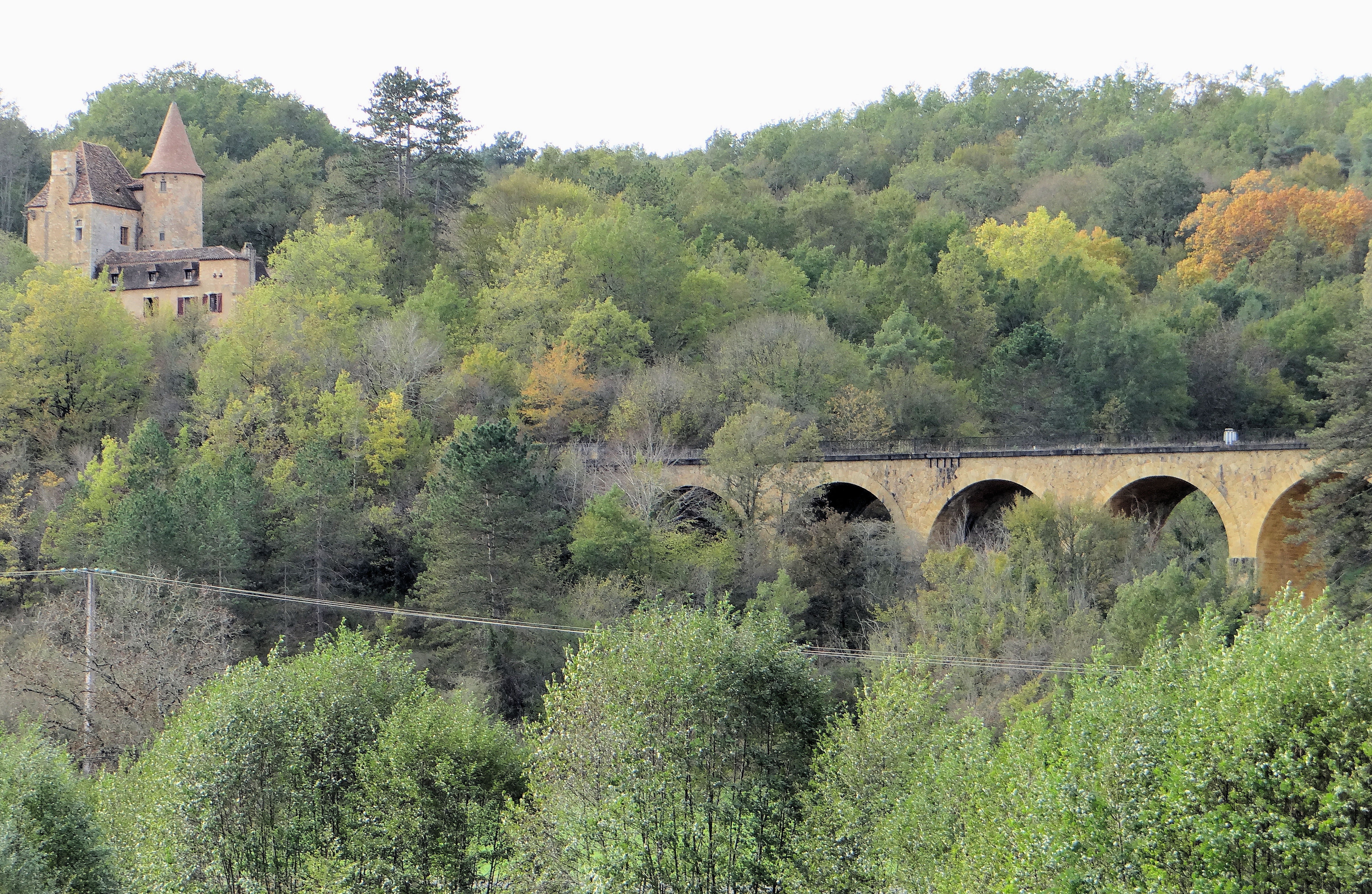
Имение Пеш Году и железнодорожный виадук

## Культурные мероприятия
- Ежегодно в апреле в Белье проводятся сверхмарафонские забеги на дистанциях 50 и 100 километров. В 2013 году в забеге, прошедшем 37-й раз, приняли участие спортсмены из 19 стран[5].
- Блошиный рынок устраивается в первое воскресенье июля.
- Средневековый праздник проводится в первое воскресенье августа[6].
- Авиационное шоу проводится в Белье ежегодно 15 августа, начиная с 1913 года.